# Paul Soleillet
Paul Soleillet (Nimes, 29 de abril de 1842 - Adén, 10 de septiembre de 1886) fue un comerciante y explorador francés. 

## Biografía

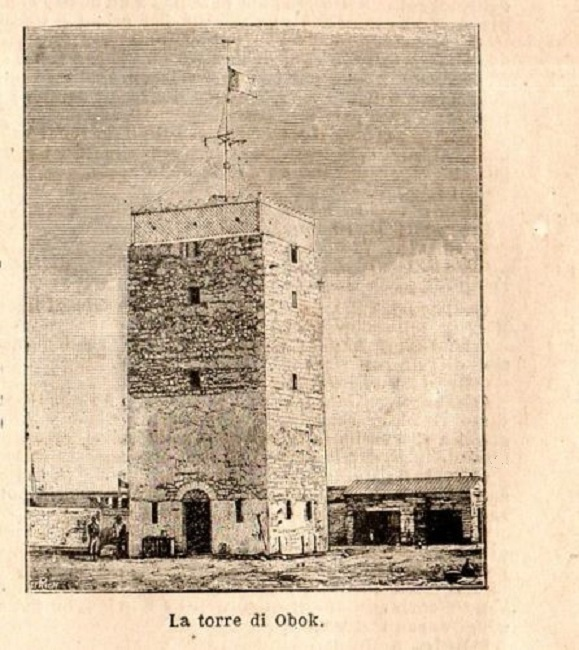
La torre Soleillet en Obok, hacia 1884

Procedente de una familia burguesa, desde joven se apasionó por las historias de viajes y tierras desconocidas. Tras de la muerte de su esposa, menos de un año después de casarse, intentó, sin éxito, alistarse como voluntario en el levantamiento polaco de 1863. Entró en la administración de impuestos indirectos, como su padre, pero pronto dimitió, pues este trabajo no se correspondía con su inclinación por los viajes y exploraciones. 
Viajó en 1867 por Túnez y Argelia, aprendió árabe y estudió el Corán. Tres años más tarde, participó en guerra franco-prusiana, y sirvió durante toda la campaña del Loira. Terminada la guerra, regresó a África con la idea de explorar las regiones del Sahara argelino. Viviendo con lo mínimo y adoptando las costumbres del país, se ganó la amistad de todos los que conoció, quienes lo acogieron y lo trataron como a uno de los suyos.  
En 1873 y 1874 realizó, por cuenta de la Cámara de Comercio de Argel, una exploración hasta In Salah, ciudad oasis del centro de Argelia. Consiguió finalmente abrir nuevas rutas comerciales y trajo una caravana de vuelta a Argel. 
De 1874 a 1878 se dedicó a dar conferencias en Europa. Partió nuevamente hacia África en marzo de 1878 como redactor del Moniteur universel y delegado de la Société des Études Coloniales et Maritimes. Apoyó la idea de una línea ferroviaria transahariana, cuyo trazado de Argel a Tombuctú y luego hasta Dakar, debía crear una ruta intercontinental entre América del Sur y el Mediterráneo. 
De 1878 a 1880, visitó Senegal, intentando llegar, a petición del gobernador de Senegal, a Tombuctú, con el objetivo de reunir información sobre el potencial económico del oeste del Sudán y las perspectivas de expansión francesa en esas regiones. 
Enviado por una compañía comercial a Etiopía en 1881, abrió una nueva ruta comercial que unía la localidad costera de Obock con Shoa, en el centro del país.  En 1882 mandó construir en Obock una torre que sirviera a la vez de puesto de observación y de refugio en caso de ataques. Ese mismo año, visitó la región del suroeste de Kaffa y luego fue hasta Adén, donde murió de un ataque cardíaco en la calle, mientras preparaba una expedición, en asociación con Arthur Rimbaud, para llevar fusiles a Shoa. 